# Bartolomeo Bianco
Bartolomeo Bianco, född 1590 i Como, död 1657 i Genua,  var en italiensk arkitekt.
Bianco tillhör med sin verksamhet barocktiden. Men i det han följde det av Galeazzo Alessi under senrenässansen givna uppslaget att på Genuas ojämna och trånga byggnadstomter i stället för palatsgårdar anordna förhallar och trappuppgångar till perspektiviskt arkitektoniska konstverk, lyfte han detta lyckligt funna motiv till en ännu högre och ädlare form i sitt mästerverk, jesuitkollegiet, numera universitetspalatset (påbörjat 1623).